# Susan Bassnett
Susan Bassnett FRSL és una investigadora de renom en el camp de la Literatura Comparada i els Estudis de Traducció. Actualment és Adjunt a Vicerector de Comunitat Universitària a la Universitat de Warwick (Anglaterra) i dirigeix el Centre for Translation and Comparative Cultural Studies ("Centre de traducció i estudis interculturals"), que ella mateixa va fundar a principis dels anys vuitanta.
Ha estudiat en diversos països europeus. Va començar la seva trajectòria acadèmica a la universitat de Roma i, després d'una estada als Estats Units, es va establir a la universitat de Warwick. A més de la seva tasca de professora i investigadora, també és requerida sovint per a fer conferències arreu del món.
És autora d'una vintena d'obres sobre literatura i traducció. Entre elles, destaca especialment Translation Studies (1980), que avui és un dels llibres de text més emprats en les facultats de traducció d'arreu del món. Altres títols importants de Bassnett són Constructing Cultures (juntament amb André Lefevere, 1998); Post-Colonial Translation (1999) o Translator as writer (juntament amb Peter Bush, 2006). És traductora (ja el 1969 traduí The Renaissance City de Giulio Carlo Argan) i també ha publicat diversos llibres de poesia, com per exemple Ex-changing Lifes: Poems and Translations (2002), inspirat en l'obra de la poetessa argentina Alejandra Pizarnik.